# Marianów (Distrito de Turek)
Marianów [maˈrjanuf] es un pueblo ubicado en el distrito administrativo de Gmina Kawęczyn, dentro del Distrito de Turek, Voivodato de Gran Polonia, en el oeste de Polonia central. Se encuentra aproximadamente a 6 kilómetros al norte de Kawęczyn, a 8 kilómetros al sur de Turek, y a 122 kilómetros al sureste de la capital regional Poznan.